# Gail Halvorsen
Pour les articles homonymes, voir Halvorsen.
Le colonel Gail S. Halvorsen, né le 10 octobre 1920 à Seattle (Washington) et mort le 16 février 2022 à Provo (Utah), est un  officier de carrière dans l'aviation des États-Unis au sein de laquelle il acquiert une certaine célébrité sous les surnoms de « chocolat volant », de « bombardier aux bonbons » ou de « Onkel Wackelflügel » (« tonton qui bat des ailes »). Cela résulte des parachutages de friandises sucrées qu'il fit à Berlin-Ouest lors du blocus soviétique en 1948–1949.

## Opération Little Vittles
Gail Halvorsen  était dans le premier groupe d'aviateurs envoyés à Francfort-sur-le-Main pour aider les Allemands à faire passer de la nourriture, des médicaments et d'autres produits de base par avion dans l'ancienne capitale du Reich pendant le blocus soviétique en 1948-1949. Les aviateurs ne restaient généralement à Berlin que pour décharger leur cargaison et refaire le plein de carburant de leur avion. Pendant une pause à l'aéroport, Halvorsen trouva une clôture de barbelés qui le séparait de quelques enfants allemands qui jouaient.
« La plupart des enfants s'attroupaient autour de moi en criant et demandant des bonbons et des chewing-gums, raconta-t-il plus tard, mais ceux-là étaient différents. Ces enfants avaient enduré tant de choses, leur ville avait été pratiquement détruite ; beaucoup d'entre eux avaient perdu des membres de leur famille pendant la guerre. Cependant aucun d'entre eux ne demanda de chewing-gums ou de bonbons ». À travers les barbelés, il donna aux enfants deux tablettes de chewing-gum qu’il avait en poche. Sans discuter, les enfants se partagèrent les tablettes de chewing-gum en les coupant en petits morceaux et quand il n'en resta plus à partager, ils se passèrent le papier d'emballage pour le sentir. Il dit aux enfants qu'il reviendrait le lendemain et que, s'ils voulaient bien se les partager entre eux, il lâcherait des bonbons de son avion en survolant la ville, qu'il inclinerait les ailes de son avion en signe de reconnaissance et qu'il lâcherait de petits parachutes faits de mouchoirs.

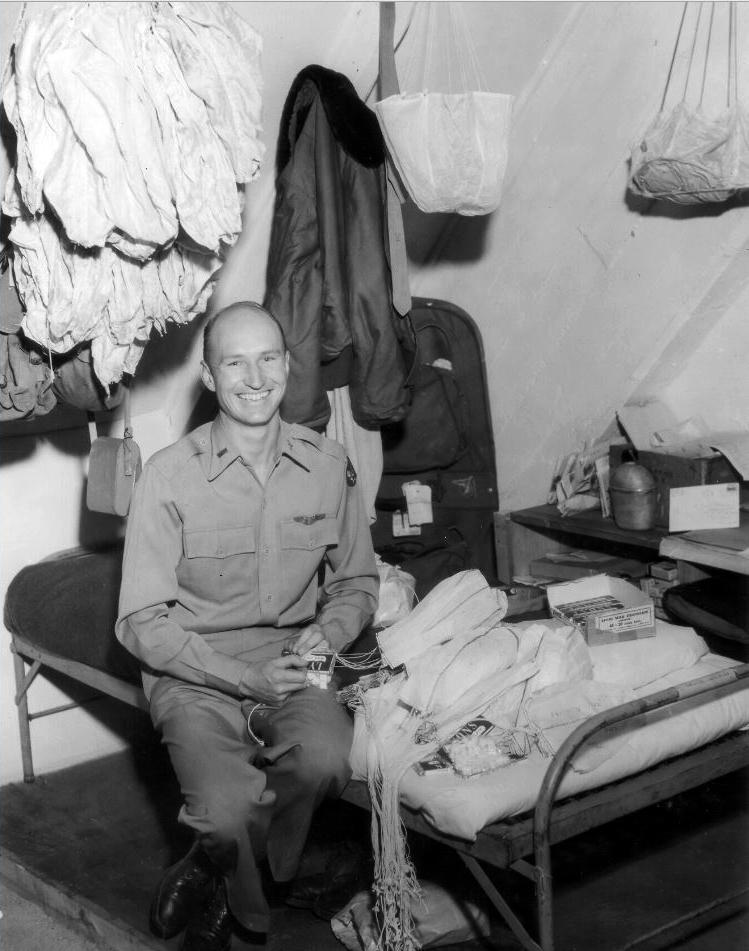
Gail Halvorsen attache des bonbons à de petits parachutes. (Photo : US Air Force, années 1940).

Le lendemain, Gail Halvorsen largua trois parachutes lestés de bonbons aux enfants qui l'attendaient. Pour s’identifier, il donna à son avion un mouvement de roulis, ce qui a conduit à son surnom de « Onkel Wackelflügel » (« tonton qui bat des ailes »). L'opération se poursuivit sur une petite échelle pendant plusieurs semaines. Gail Halvorsen se mit à larguer non seulement ses rations de bonbons mais aussi celles que d'autres hommes de son unité donnaient. Un jour revenant à ses quartiers, il trouva un paquet de lettres adressées à « tonton qui bat de l'aile » et à « chocolat volant ». Il fut convoqué par son supérieur quelques jours plus tard, qui lui expliqua qu'un bonbon était tombé à l'extrémité d'une piste, qu'il avait touché un reporter allemand à la tête et que l'histoire du « bombardement de bonbons » était maintenant à la une de tous les journaux de Berlin. Le lieutenant-général William H. Tunner l'approuva, lui permit de continuer à parachuter des bonbons, ordonna même d'en faire une véritable opération des forces armées qu'il nomma « Opération Little Vittles ».
Les militaires contribuaient en donnant leurs rations de bonbons mais aussi leurs mouchoirs, puis les manches de leurs chemises qui servaient de parachutes. Enfin ils commencèrent à joindre un mot pour demander de rendre les parachutes afin qu'ils soient réutilisés ; la plupart des parachutes furent rendus.
L’opération prenant de l'envergure, les stations de radio de toute la côte Est des États-Unis en rendirent compte et se mirent à demander à leurs auditeurs d'envoyer des mouchoirs à Francfort. Au plus fort de l'opération, il arrivait tous les deux jours en Allemagne cinq sacs postaux pleins de mouchoirs. Les habitants de Chicopee Falls (Massachusetts), envoyèrent de nombreuses boites en cartons pleines de bonbons et déjà fixées à des parachutes.
Le Weekly Reader, journal américain pour enfants, apporta également son appui. Il encouragea ses jeunes lecteurs à envoyer de petites participations pour aider les enfants en Allemagne et la réaction fut massive. Les confiseurs américains participèrent également. À la fin du pont aérien, environ 25 équipages avaient lâché plus de 23 tonnes de chocolat, gomme à mâcher, bonbons et autres sur différents endroits à Berlin, et ces sucreries furent pour la plupart gardées jusqu'à Noël et distribuées alors aux enfants de Berlin-Ouest.

## Relations germano-américaines
Les actions de Gail Halvorsen comme « bombardier de bonbons » eurent un impact considérable sur la perception d'après-guerre des Américains en Allemagne et il est encore évoqué comme un symbole des relations germano-américaines. Il est apparu plusieurs fois à la télévision allemande au cours des années, souvent en compagnie de certains de ces enfants, devenus adultes, qui avaient reçu ses parachutages de bonbons.
En 1974, il fut décoré de la croix de Commandeur de l'ordre du Mérite de la République fédérale d'Allemagne, l’une des décorations les plus honorifiques d’Allemagne. Lors de l'ouverture des Jeux olympiques d'hiver de 2002 au Rice-Eccles Stadium à Salt Lake City, le 8 février, G. Halvorsen porta la plaque nationale de l'équipe allemande.
En 1989, Gail Halvorsen s’est engagé dans une reconstitution historique à Berlin pour le quarantième anniversaire du pont aérien. Au cours de l'Opération Provide Promise en Bosnie-Herzégovine, il a parachuté des bonbons depuis un C-130 Hercules du 435e Airlift Wing, volant depuis la Rhein-Main Air Base, en Allemagne. Il a également participé à la cérémonie de fermeture de la base aérienne de Tempelhof en 1993 et aux célébrations du 50e anniversaire du pont aérien de Berlin en 1998.
En 2008, Gail Halvorsen a été honoré du titre de Grand Maréchal de la Von Steuben Parade germano-américaine à New York. Il a été acclamé par des dizaines de milliers de spectateurs sur la Cinquième Avenue.
L'armée américaine a reproduit certaines des actions de Halvorsen en Irak en lachant des jouets, des ours en peluche et des ballons de football pour les enfants irakiens.

## Carrière militaire
Gail Halvorsen continua à remplir plusieurs missions nationales et internationales pendant le reste de sa carrière dans l’US Air Force. Il revint en Allemagne au début des années 1970, cette fois en tant que commandant de l'aéroport international de Tempelhof à Berlin Ouest. À ce titre, Halvorsen organisa des réceptions officielles au cours desquelles, étant un fervent mormon, il ne faisait servir que des cocktails sans alcool.

## Famille
En 1995, Gail Halvorsen et sa femme Alta se sont rendus à Saint-Pétersbourg en Russie pour servir en tant que missionnaires pour l’Église de Jésus-Christ des saints des derniers jours. Leur tâche consistait à former les instructeurs, visiter les classes de l'institut de religion, ainsi que de travailler avec la jeunesse de l’Église. Ils ont également servi en tant que missionnaires de l'Église de Londres dans les années 1980.
Leur fils, le colonel Robert Halvorsen, fut pilote de l'USAF C-130 Hercules et commandant de bord à Delta Air Lines.

## Commémoration
L’US Air Force entretient le souvenir du colonel Halvorsen en donnant son nom à sa prochaine génération d’avions de transport à capacité de chargement de cinq tonnes. L’US Air Force a également nommé Colonel Gail Halvorsen Award le Prix du transport aérien en soutien de préparation logistique.

## Distinction
- 1948 : Cheney Award

## Publication
- (en-US) Gail S. Halvorsen, The Berlin candy bomber, Bountiful, Utah, Horizon Publishers, 1990, 210 p. (ISBN 0-88290-361-6 et 978-0-882-90361-3) (3e édition, 2002.  (ISBN 0-882-90616-X)).